# Moutza

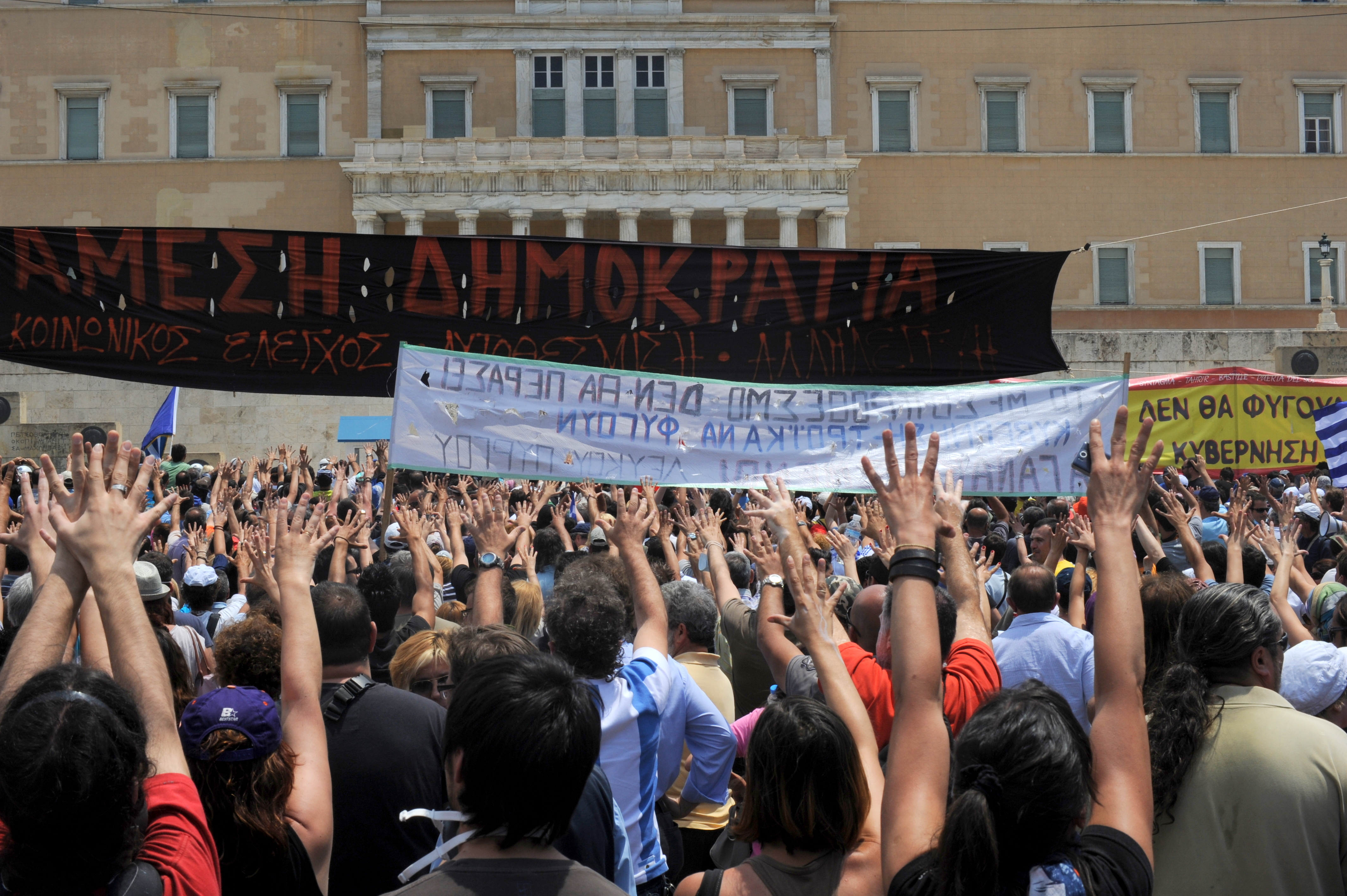
Personen zeigen Moutzas zum Griechischen Parlament während der Proteste in Griechenland 2010–2012. Links unten: Doppel-Moutza, Mitte links: einzelne Moutza

Eine Moutza (griechisch μούτζα múdza), Mountza (μούντζα múndza) oder Faskeloma (φασκέλωμα fɐsˈce̞lo̞mɐ) ist eine traditionelle Geste der Beleidigung in Griechenland: Für die Geste werden alle Finger einer Hand oder beider Hände ausgestreckt und die Handfläche(n) in Richtung der zu beleidigenden Person in einer Vorwärtsbewegung gezeigt.
Die Geste erfolgt oft in Verbindung mit den Ausrufen na (να, 'hier'), oriste (ορίστε 'Da haben Sie es') oder par' ta (παρ' τα, 'nimm das'), sowie mit Schimpfworten. Je näher die Geste an dem Gesicht der anderen Person ist, desto drohender ist sie gedacht.
Eine noch offensivere Version wird erreicht, indem beide Hände benutzt werden, um die Geste zu verdoppeln. Dabei wird die Handfläche einer Hand gegen den Handrücken der anderen Hand geschlagen.
Wenn Griechen mit den Fingern die Zahl 5 zeigen möchten, passen sie darauf auf, die Finger nicht zu sehr auszustrecken, oder die Handfläche in Richtung der anderen Person zu zeigen, damit es nicht mit einer Moutza verwechselt wird.

## Ursprung
Der Ursprung der Geste kann bis ins Altertum zurückgeführt werden, als sie als Fluch verwendet wurde. Auch zu den Mysterien von Eleusis soll die Moutza Flüche gegen das Böse unterstützt haben. Damals wurde es faskéloma (φασκέλωμα) genannt; dieses Wort und die Variante faskelo sind noch Synonyme von Moutza.
Später wandelte sich der Name zu Moutza. Nach dem Strafgesetzbuch des Byzantinischen Reichs wurde ein angeketteter Krimineller rückwärts sitzend auf einem Esel durch die Stadt geführt, wobei das Gesicht mit Schweißschlacke (μούντζος moutzos) beschmiert wurde, um sie noch mehr zu verhöhnen.
Weil die Schweißschlacke zuerst in der Handfläche gesammelt und dann mit ausgestreckten Fingern auf das Gesicht der Person gewischt wurde, hat die Geste selber auch die beleidigende Bedeutung und den Namen Moutza nach dem verwendeten Material bekommen. Das moderne griechische Wort moutzoura oder mountzoura für einen Schmierfleck hat den gleichen Ursprung.

## In anderen Ländern
Die Geste der Moutza hat in anderen Kulturen nicht die gleiche Bedeutung. In einigen Ländern gibt es ähnliche Gesten. Deren Bedeutungen sind:
- In Armenien: Abrupt die Handfläche in die Richtung einer anderen Person zu strecken bedeutet „Ich verfluche dich“, kann aber auch bedeuten „Ich kann dich nicht mehr ertragen“, wenn eine enge Verwandte (meist Mutter oder Großmutter) oder Freundin sie zeigt.
- In der irakischen Kultur: Abrupt die Handfläche in die Richtung einer anderen Person zu strecken bedeutet, dass sie sich schämen sollen und unehrenhaft sind.
- In Sindh ist das Zeigen der gestreckten Handfläche auch eine Beleidigung, die Geste wird bunda genannt.
- In Nordamerika gibt es seit den 1990er Jahren als ähnliche Geste „Talk to the hand“, mit der Bedeutung „Halt die Luft an“ oder „Halt den Mund“.
- In Mexiko kann es als Begrüßung benutzt werden (zusammen mit winken), aber als Bewegung in Richtung der anderen Person in der Bedeutung „Du wirst schon sehen“ (Spanisch: Vas a ver/Ya verás/Ya lo verás) und als Warnung, dass der Zeigende eine Autoritätsperson (Eltern, Lehrer) über einen Streich informieren wird. Sie wird häufig bei Kindern eingesetzt, um sie zu ermahnen, sich zu benehmen.
- In Panama, ergänzend zu der Bedeutung in Mexiko, ist zusätzlich eine Bedrohung an den Empfänger beinhaltet, dass er Bestrafung oder Vergeltung erhalten wird.
- In Nigeria hat sie bei bestimmten Stämmen eine beleidigende Bedeutung, oft in Verbindung mit dem Ausruf waka („dein Vater“).